# Paulo Cunha (homme politique)
Paulo Alexandre Matos Cunha, né le 22 août 1971 à Vila Nova de Famalicão, est un avocat et homme politique portugais, membre du Parti social-démocrate.
Il est député européen depuis 2024.

## Carrière
Il est professeur à l'université Lusíada de Porto, depuis 1994 et à l'IPCA de Barcelos, depuis 2021. Il siège à l'assemblée municipale de Vila Nova de Famalicão entre 2001 et 2005, puis au conseil municipal de 2009 à 2013. Cette année-là, il est élu maire de la commune et occupe ce poste pendant deux mandats de quatre ans, jusqu'en 2021.
Il est vice-président du Parti social-démocrate de 2022 à 2024. Il est président du Parti social-démocrate du district de Braga. Il est élu député européen en juin 2024.